# Friede von Passarowitz
Karlowitz – 
Peterwardein – 
Korfu – 
Temeswar – 
Trebinje – 
Tenedos – 
Mehadia – 
Belgrad – 
Friede von Passarowitz

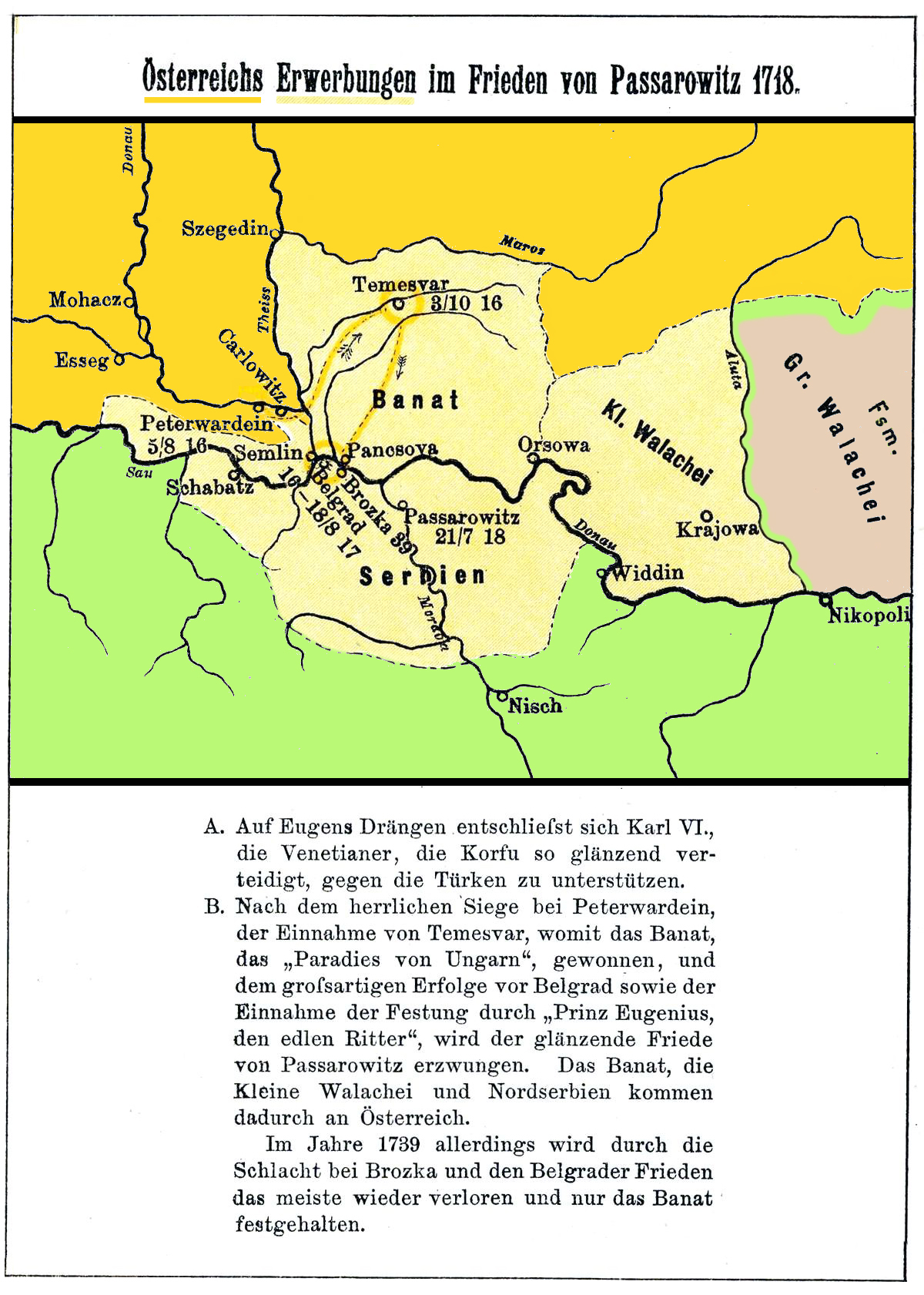
Der Vertrag von Passarowitz und seine Folgen

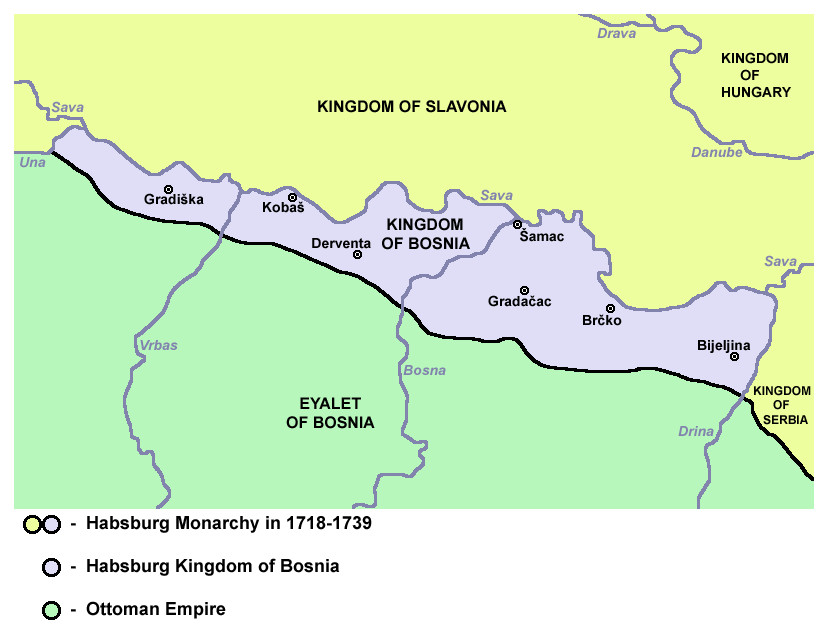
Teile Nordbosniens, die vertragsgemäß zur Habsburgermonarchie gehörten

Der Friede von Passarowitz beendete den Venezianisch-Österreichischen Türkenkrieg. Er wurde am 21. Juli 1718 in Passarowitz, dem heutigen Požarevac in Serbien, zwischen Karl VI. und Venedig einerseits sowie Sultan Ahmed III. andererseits abgeschlossen.

## Bestimmungen
Das Osmanische Reich trat das Temescher Banat und die Kleine Walachei (im heutigen Rumänien) sowie Nordserbien mit Belgrad und einen Grenzstreifen in Nordbosnien an Österreich ab. Durch diese Zugewinne erreichte das österreichische Habsburg seine größte territoriale Ausdehnung. Mit Ausnahme des Banats gingen die Gebiete mit dem Friede von Belgrad (1739) nach wenigen Jahren jedoch wieder verloren.
Venedig musste auf die 1715 von den Türken zurückeroberte Morea (Peloponnes) verzichten, behielt aber die Festungen Butrinto, Parga, Prevesa und Vonitza auf dem griechischen und albanischen Festland sowie die Ionischen Inseln, u. a. Korfu, Santa Maura (Lefkada), Cefalonia (Kefalonia) und Cerigo (Kythira). An das osmanische Reich fielen auch endgültig die heute als Weltkulturerbe bekannte „Leprainsel“ Spinalonga vor Kreta und das letzte venezianische Besitztum in den Kykladen, die Insel Tinos.
Im Anschluss an den Friedensvertrag wurden auch Handelsverträge abgeschlossen, nach denen türkische Untertanen auf dem Gebiet der Monarchie Handelsfreiheit genossen.
Siehe auch: Türkenkriege, Geschichte Österreichs, 6. Österreichischer Türkenkrieg